# Raymond Boudon

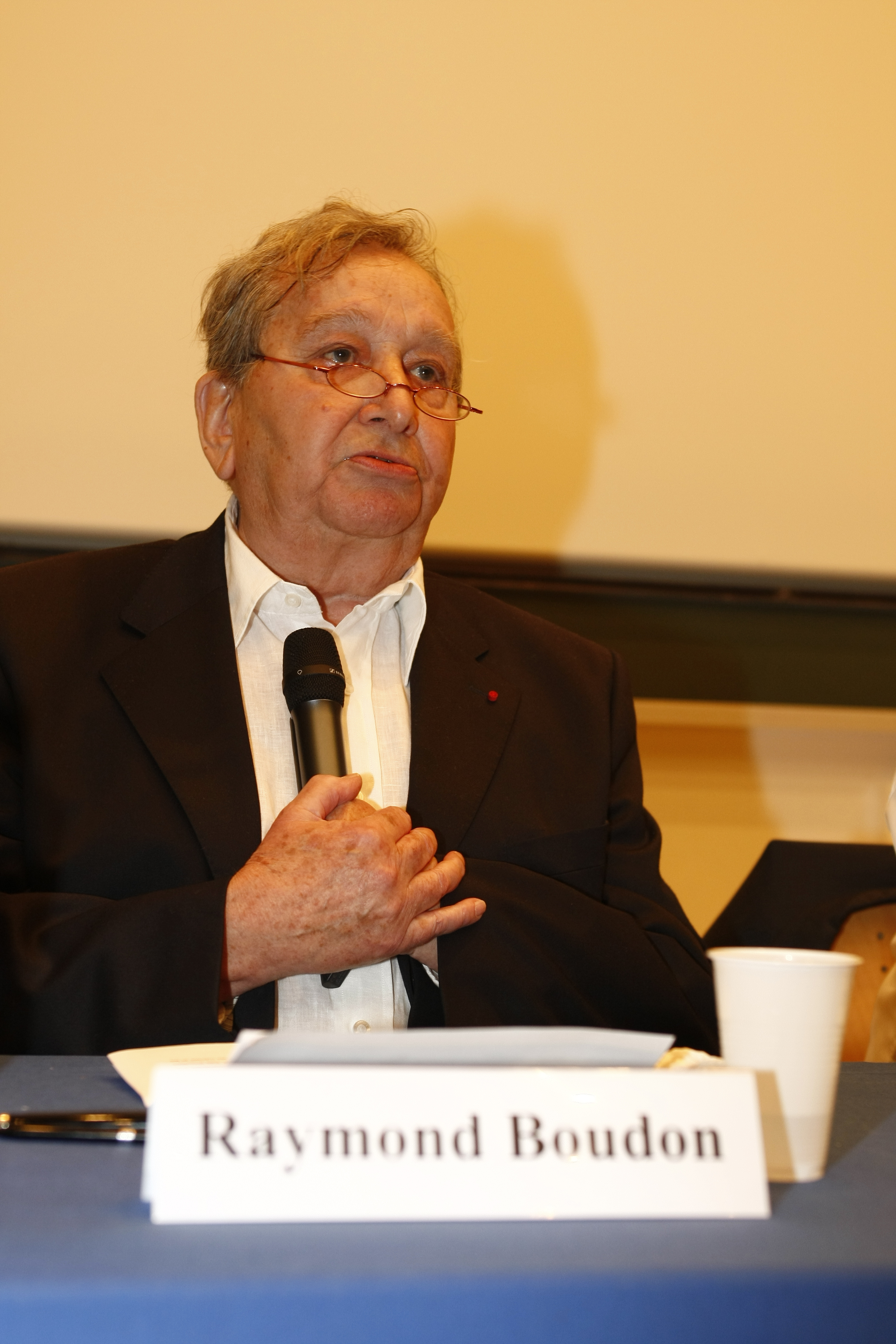
Raymond Boudon (2008)

Raymond Boudon (* 27. Januar 1934 in Paris; † 10. April 2013) war ein französischer Soziologe und Philosoph.

## Leben
Raymond Boudon studierte zunächst ab 1954 Philosophie an der Ecole Normale Supérieur in Paris, um sich anschließend sozialwissenschaftlichen Problemen zuzuwenden. Nach einem Gastaufenthalt (1961–62) an der Columbia University in New York, bei dem er mit Paul F. Lazarsfeld und Robert K. Merton interagierte, arbeitete er bis 1964 am Centre d’Études Sociologiques in Paris an seiner These für ein doctorat d’état (vergleichbar einer Habilitation), um im selben Jahr eine Professur an der Universität Bordeaux anzutreten. 1967 übernahm er eine neu geschaffene Professur für Methodologie der Sozialwissenschaften an der Universität Paris IV (Paris-Sorbonne), die er bis zum Ende seines akademischen Lebens innehatte.

## Wissenschaft
Boudon war ein Pionier mathematischer Modellierung in der Soziologie, die er nicht nur in Gestalt statistischer Analysen einsetzte, sondern auch für die "generative" Theoriebildung. Besonders einflussreiche Forschungen bezogen sich auf das Problem der Ungleichheit von Bildungschancen und soziale Mobilität. In seinem Werk L'Inégalité des chances (überarbeitete englische Ausgabe: Education, Opportunity, and Social Inequality, 1974) wendet Boudon eine handlungstheoretische Perspektive auf die Analyse sozialer Mobilität an und stellt sich damit gegen die in weiten Teilen der Soziologie übliche Variablen-Soziologie, die etwa in der Schule von Otis Duncan oder Robert Hauser vertreten wurde, was damals kontrovers diskutiert wurde. Boudon sah sich als Verfechter eines methodologischen Individualismus, wonach soziale Phänomene durch  Annahmen über das Handeln von Individuen zu erklären sind. Aus der nämlichen Perspektive heraus, makrosoziologische Tatbestände auf der Grundlage von mikrosoziologischen Handlungsmodellen zu erklären, entwickelte er die Theorie der rationalen Entscheidung (Rational-Choice-Theorie) weiter.

## Mitgliedschaften
Er war Mitglied der Académie des sciences morales et politiques, der Academia Europaea, der British Academy, der American Academy of Arts and Sciences, der International Academy for the Human Sciences of St Petersburg, der Königlichen Gesellschaft von Kanada, der Argentinischen Akademie für die Sozialwissenschaften. 1995 erhielt er den Premio Amalfi.

## Veröffentlichungen (Auswahl)
- À quoi sert la notion de structure?, 1968 (deutsch: Strukturalismus - Methode und Kritik, 1973)
- La crise de la sociologie, 1971
- L'Inégalité des chances, 1973
- Mathematical Structures of Social Mobility, 1973
- Education, Opportunity, and Social Inequality, 1974
- Effets pervers et ordre social, 1977
- La Logique du social, 1979. (deutsch: Die Logik des gesellschaftlichen Handelns, ISBN 3-472-75116-9)
- La Place du désordre, 1984
- Dictionnaire critique de la sociologie, 1990
- Déclin de la morale, déclin des valeurs, 2002
- Tocqueville aujourd'hui, 2005
- Renouveler la démocratie: éloge du sens commun, 2006
- The Origin of Values, 2001
- The Poverty of Relativism, 2004
- Beiträge zur allgemeinen Theorie der Rationalität, 2015

## Einzelbelege
1. ↑  John Goldthorpe: Pioneers of Sociological Science: Statistical Foundations and the Theory of Action, Cambridge University Press, Cambridge, 2021, S. 177–189.
2. ↑  John Goldthorpe: Pioneers of Sociological Science: Statistical Foundations and the Theory of Action, Cambridge University Press, Cambridge, 2021, S. 184–188.

| Personendaten    | Personendaten           |
| ---------------- | ----------------------- |
| NAME             | Boudon, Raymond         |
| KURZBESCHREIBUNG | französischer Soziologe |
| GEBURTSDATUM     | 27. Januar 1934         |
| GEBURTSORT       | Sorbonne                |
| STERBEDATUM      | 10. April 2013          |